# 長沼南古舘
長沼南古館（ながぬまみなみふるだて/ながぬまみなみこだて）は福島県須賀川市江花にある中世城館の遺跡である。福島県指定史跡。

## 概要
1310年（正和3年）、長沼宗秀によって造営された。遺跡の面積は約2400㎡。福島県指定文化財（史跡）に指定されている。

## アクセス
長沼歴史民俗資料館から国道118号から西に約600メートル。
須賀川市長沼にある長沼城址からは比較的離れた場所にある。